# Washtucna (Washington)
Washtucna es un pueblo ubicado en el condado de Adams en el estado estadounidense de Washington. En el año 2000 tenía una población de 260 habitantes y una densidad poblacional de 187.1 personas por km².

## Geografía
Washtucna se encuentra ubicada en las coordenadas 46°45′12″N 118°18′46″O / 46.75333, -118.31278.

## Demografía
Según la Oficina del Censo en 2000 los ingresos medios por hogar en la localidad eran de $34.688, y los ingresos medios por familia eran $45.000. Los hombres tenían unos ingresos medios de $31.964 frente a los $33.750 para las mujeres. La renta per cápita para la localidad era de $17.487. Alrededor del 20,1% de la población estaban por debajo del umbral de pobreza.